# 493 av. J.-C.
Cette page concerne l'année 493 av. J.-C. du calendrier julien proleptique.

## Événements
- Printemps :
  - Dernière offensive ionienne. Le milésien Histiée qui menait des expéditions de piraterie à la tête d'une flotte d'ioniens de Chios et de Lesbos lance un raid au nord-ouest de l'Asie Mineure mais est capturé dans la plaine du Caïque par le général perse Harpage et crucifié[1]. La domination perse sur l'Ionie est rétablie.
  - Les Perses s’emparent de Chio, Lesbos et Ténédos[2], qui sont pillées et détruites[3].
- 13 octobre : début à Rome du consulat de Postumius Cominius Auruncus pour la deuxième fois, Spurius Cassius Vecellinus, pour la deuxième fois également[4].
  - Création des Tribuns de la plèbe[4]. Ce sont deux magistrats (dix en 457 av. J.-C.) qui défendent les intérêts des plébéiens. Ils ont un droit de veto, un droit de prise à l’égard des magistrats et sont déclarés inviolables. Pour élire les tribuns et les édiles plébéiens, le conseil de la plèbe (concilium plebis) est légalisé. Il prend vite des motions de portée générale qui concurrencent les décisions des comices centuriates dominées par les patriciens.
  - Traité d’égalité (Fœdus aequum) de Spurius Cassius, alliance perpétuelle entre Rome et la Ligue latine. Les Romains reconnaissent aux Latins un droit de partage égal des conquêtes et des butins[5].
  - À Rome Spurius Cassius, consul issu de la plèbe, dédicace le temple de Cérès, Liber et Libera, la triade plébéienne, équivalent de la triade capitoline, sur le Mont Aventin[6].
- Le gouverneur perse Artaphernès convoque à Sardes les délégués des cités ioniennes. Artaphernès impose l'obligation du recours à l'arbitrage pour régler les différends entre cités et le recensement des terres arpentées en parasanges pour fixer le tribut. Hécatée de Milet l’aurait amené à « rendre leurs lois aux cités et à leur imposer des tributs fixés en rapport avec leurs capacités »[3].
- Thémistocle est élu archonte éponyme à Athènes (fin en 492 av. J.-C.). Il commence la construction du Pirée[7].
- Miltiade est obligé de s'enfuir de Chersonèse de Thrace et va se réfugier à Athènes où il est accusé de tyrannie. Il est cependant acquitté[8].
- Le poète et dramaturge athénien Phrynichos présente sa pièce Le sac de Milet ; il est condamné à payer une amende de 1 000 drachmes pour avoir fait pleurer les Athéniens[7]. Il aurait le premier introduit des rôles féminins au théâtre.
- Le romain Coriolan prend la cité volsque de Corioles, ce qui lui vaut son surnom[4].